# Proudový letoun

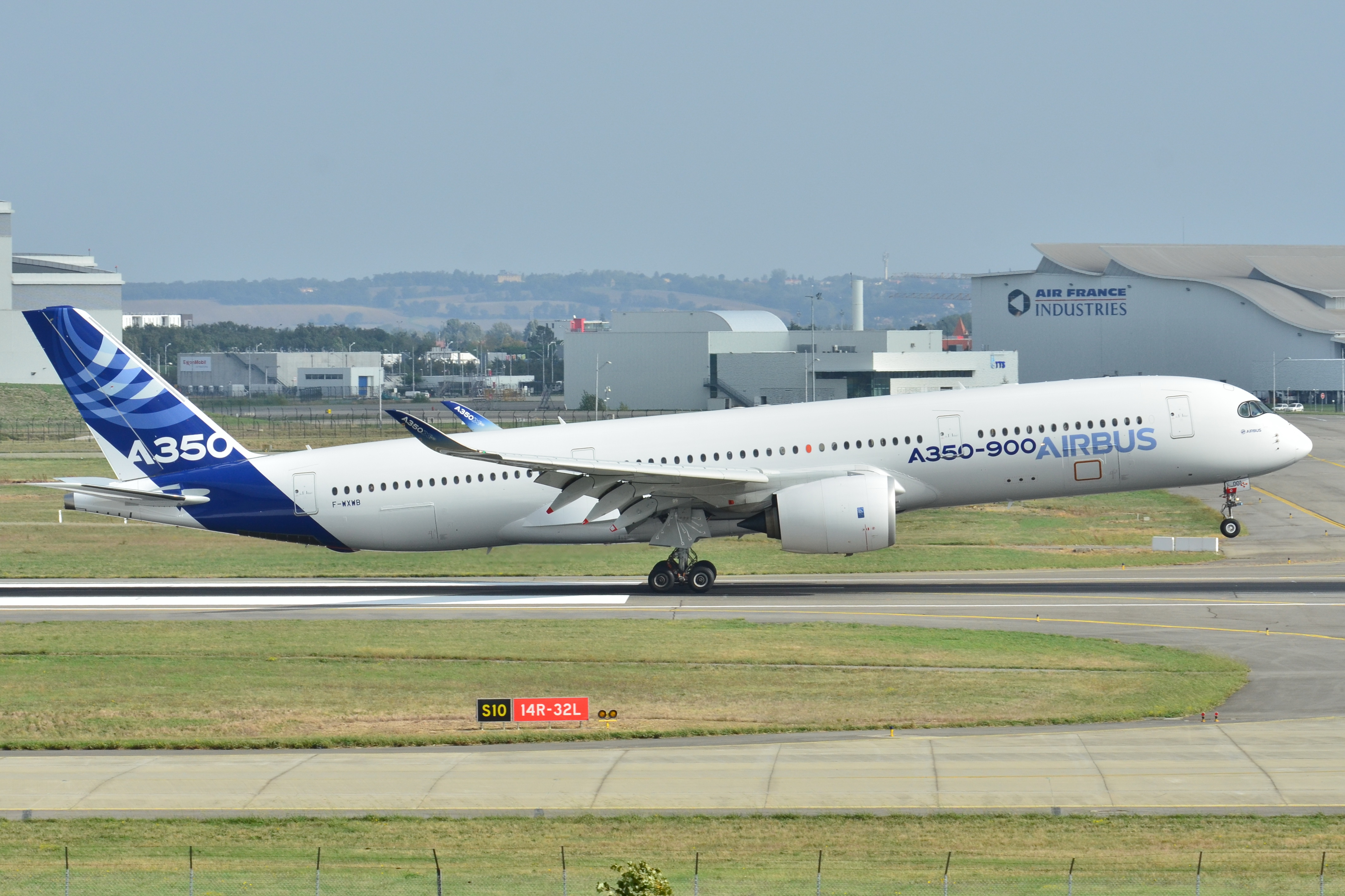
Moderní proudový evropský letoun Airbus A350-900 XWB

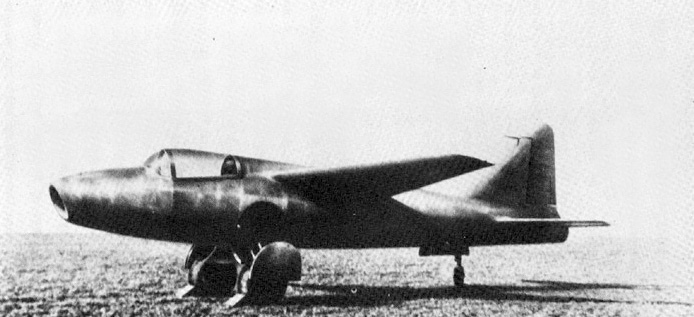
První proudový letoun Heinkel He 178

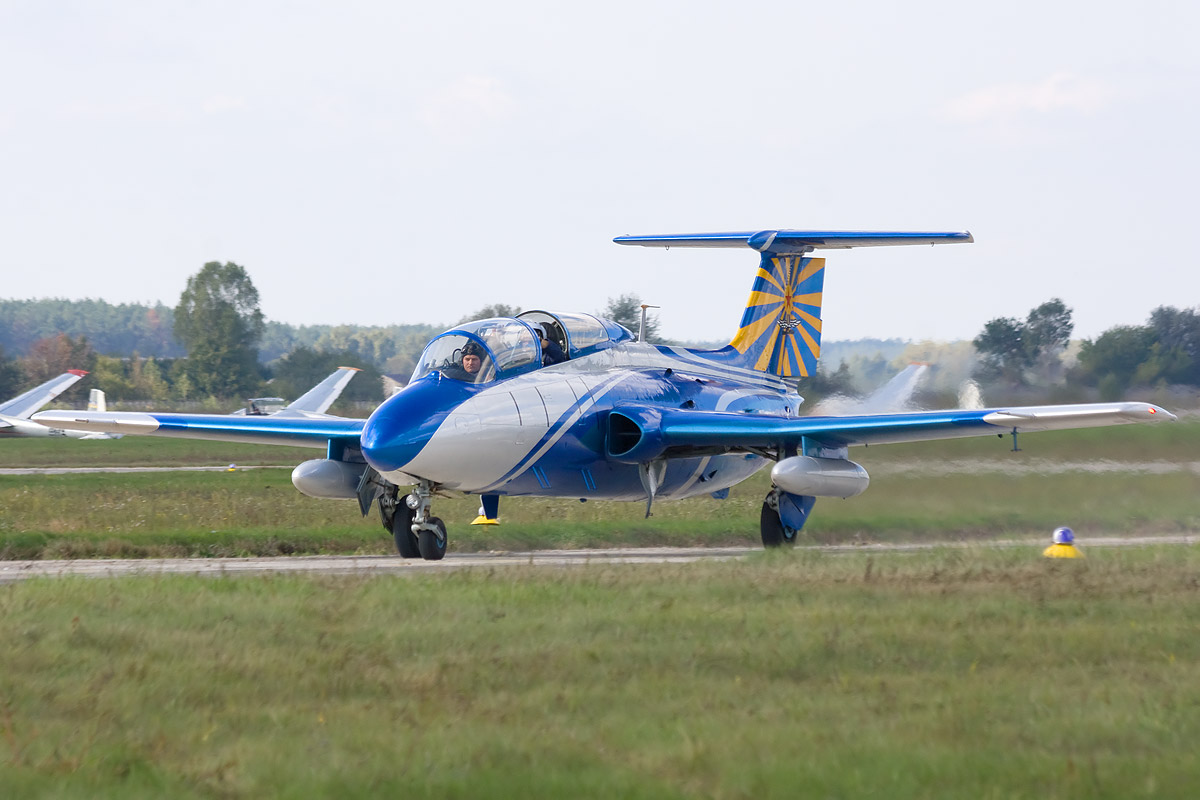
Aero L-29 Delfín, první Československý proudový letoun

Proudový letoun je letoun, který je poháněn proudovým nebo dvouproudovým motorem s pohonnou jednotkou turbínou.
Zatímco letouny poháněné vrtulemi dokážou vyvinout největší efektivitu v malých rychlostech a nadmořských výškách, proudová letadla jsou palivově nejefektivnější (viz specifický impuls) v rychlostech poblíž úrovně rychlosti zvuku (více než 981 km/h) a výškách 10 000 až 15 000 metrů.

## Historie
Prvním proudovým letounem na světě byl německý Heinkel He 178, poprvé vzlétl 27. srpna 1939. Pilotoval ho Erich Warsitz, letoun dokázal vyvinout rychlost až 640 km/h. První proudovým dopravním letounem se stal britský letoun de Havilland Comet, který poprvé vzlétnul 27. července 1949.
Prvním proudovým letounem navrženým v Československu byl Aero L-29 Delfín. Prvním proudovým letounem České republiky byl Aero L-159 Alca vyvinutý z typu L-39 Albatros a L-39MS / L-59 Super albatros.